# Paramphilius trichomycteroides
Paramphilius trichomycteroides es una especie de pez de la familia Amphiliidae en el orden de los Siluriformes.

## Morfología
Los machos pueden llegar alcanzar los 5,9 cm de longitud total.

## Hábitat
Es un pez de agua dulce y de clima tropical.

## Distribución geográfica
Se encuentran en África: río Senegal (Guinea) y río Bafing.